# Santana da Ponte Pensa (kommun)
Santana da Ponte Pensa är en kommun i Brasilien.   Den ligger i delstaten São Paulo, i den södra delen av landet, 600 km sydväst om huvudstaden Brasília. Antalet invånare är 1 641.
Följande samhällen finns i Santana da Ponte Pensa:
- Santana da Ponte Pensa

Omgivningarna runt Santana da Ponte Pensa är huvudsakligen savann. Runt Santana da Ponte Pensa är det ganska glesbefolkat, med 43 invånare per kvadratkilometer.